# تویشتتال
تویشتتال (به آلمانی: Twistetal) یک شهر در آلمان است که در والدک-فرانکنبرگ واقع شده‌است. تویشتتال ۴٬۶۷۸ نفر جمعیت دارد.